# Витте, Карл
Иоганн Генрих Фридрих Карл Витте-младший (нем. Johann Heinrich Friedrich Karl Witte; 1 июля 1800, Лохау (ныне в составе Шкопау) — 6 марта 1883, Галле) — немецкий юрист и переводчик, известный как самый юный доктор философии в истории (занесён в Книгу рекордов Гиннеса).

## Детство
С раннего детства Карл Витте воспитывался своим отцом, священником Карлом Витте-старшим, с целью развития в нём необыкновенных способностей. К 10-летнему возрасту он свободно говорил и читал на английском, французском и итальянском языках (помимо родного немецкого), владел также древнегреческим и латынью. Витте-старший публично демонстрировал успехи своего сына, пропагандируя таким образом приоритет воспитания над природными задатками. Европейская (в том числе и российская) пресса освещала успехи вундеркинда. В 1810 году юный Витте сдал в Лейпциге экзамен на аттестат зрелости и стал посещать Гёттингенский университет. Здесь он изучал в продолжение четырёх лет исторические, филологические, математические и философские науки, а в 1813 году появился латинский трактат тринадцатилетнего докторанта, на основании которого Витте 10 апреля 1814 года получил в Гиссенском университете степень доктора философии. В 1816—1817 году Витте добивался права читать лекции в Берлинском университете, на что ни профессорская коллегия, ни студенты, ввиду чрезвычайной молодости Витте, не согласились. История воспитания Витте была изложена его отцом в двухтомной книге «Карл Витте» (нем. Karl Witte oder Erziehungs- und Bildungsgeschichte desselben; 1819, английский перевод, 1914).

## Карьера в зрелом возрасте
После образовательной поездки в Италию, в ходе которой Витте занимался, главным образом, историей искусств и итальянской литературой, он вернулся в Германию и с 1821 года преподавал право в университете Бреслау (с 1823 года профессор), затем с 1834 года в Университете Галле. Юридические сочинения Витте имели своим предметом преимущественно источники римского права, затем он обратился к византийскому праву, писал также и по прусскому праву. Много содействовал изучению византийского права, за которым признавал самостоятельное всемирно-историческое значение. В статье «О новеллах византийского императора» (нем. Ueber die Novellen der byzantinischen Kaiser в «Zeitschrift für Geschicht. Rechtswissenschaft von Savigny», т. VIII, выпуск 2, 1833) он указывал на внутреннюю связь византийского права с историей права Западной Европы. Издал «Imperatorum graeco-romanorum constitutiones IX» (Лейпциг, 1840) и некоторые другие памятники и первый пролил свет на значение Эклоги, Прохирона и Эпанагоги в истории византийского права и на взаимное отношение их друг к другу (в статье в «Rheinisches Museum für Jurisprudenz», т. II—III, 1828—1829).
Наибольшую известность, однако, Витте приобрёл своими исследованиями в области итальянской литературы и главным образом — Данте, опубликовав первую статью на этот счёт, «Об ошибочном понимании Данте», в 1823 году. Совместно с Карлом Людвигом Каннегиссером он издал комментированный перевод лирических песен Данте («Lyrische Gedichte», 2 изд., Лейпциг, 1842—1843). В 1862 году появилось критическое издание оригинала «Божественной комедии» с метрическим переводом её на немецкий язык и с примечаниями (3 изд., Берлин, 1876) — плод многолетней работы Витте. Кроме того, он издал «Monarchia» (Вена, 1874) и «Новую жизнь» (Лейпциг, 1876) и выпустил два тома «Исследований Данте» (нем. Dante-Forschungen; т. 1, Галле, 1869, т. 2, Хайльбронн, 1879). Инициатива основания в 1866 году Немецкого дантовского общества под протекторатом короля Иоганна Саксонского также принадлежит Витте. Помимо дантовских штудий он также перевёл на немецкий «Декамерон» Боккаччо (3 изд., Лейпциг, 1859).